# Rainer Schulze
Rainer Schulze (* 1946 in Wernigerode) ist ein deutscher Buchhändler, Kommunalpolitiker, Sänger und Kabarettist.

## Leben
Schulze wuchs in Wernigerode auf und war als Schüler Mitglied des Rundfunk-Jugendchors. Seit 1965 arbeitet er in Jüttners Buchhandlung in der Westernstraße, die seit 1908 in Familienbesitz ist. 1977 übernahm er die Leitung des Geschäftes. Nebenbei betrieb Schulze gemeinsam mit Wolfgang Stumph und Wolfgang Schaller Kabarett. und veröffentlichte die LITERA-LP "Ich weiß nicht, warum ihr lacht" 1984. Seit 1989 ist er Herausgeber der 14-täglich erscheinenden Zeitschrift Neue Wernigeröder Zeitung.
Er gehört zu den Gründungsmitgliedern des Kunst- und Kulturvereins Wernigerode. Seit 1994 ist er für die SPD im Wernigeröder Stadtrat und war von 1998 bis 2016 Fraktionsvorsitzender.
2012 wurde er zum ehrenamtlichen Geschäftsführer der Stiftung Kloster Ilsenburg bestellt. Wenige Monate nach Beginn des für 3,4 Millionen Euro geplanten Umbaus des Klosters Ilsenburg rief ihn Fürst zu Stolberg-Wernigerode im Oktober 2023 als Vorsitzenden des Stiftungsvorstandes ab.
Schulze ist Vorstandsvorsitzender der Kulturstiftung Wernigerode die im Jahr 2018 die Liebfrauenkirche in Wernigerode kaufte, um sie als Konzertkirche zu nutzen.
1987 gehörte Schulze zu drei Künstlern aus der DDR, die bei den ersten Songs an  einem Sommerabend in Bayern teilnehmen durften. Auch beim 25-jährigen Jubiläum 2011 war er wieder vertreten.

## Ehrungen
- 1994: Kunst-/Kulturpreis der Stadt Wernigerode
- 2009: Bundesverdienstkreuz am Bande[8]
- 2025: Unisono Kulturpreis der deutschen Orchester[9]

## Film
- 1987 porträtierte die Filmemacherin Gitta Nickel Rainer Schulze in dem 24-minütigen DEFA-Dokumentarfilm Das Zünglein an der Wahrheit.[10]